# Cody und Kurt Wetherill
Cody und Kurt Wetherill (* 14. Februar 1986 in Laramie, Wyoming, USA) sind US-amerikanische Filmschauspieler.

## Leben
Cody und Kurt Wetherill kamen als eineiige Zwillinge von Jim und Lana Wetherill in Laramie zur Welt. Sie verbrachten mit ihrer älteren Schwester Kari die früheste Kindheit auf Kauaʻi (Hawaii).
1994 zog die Familie zurück auf das Festland und ließ sich in Battle Ground (Washington) nieder. Schon früh begannen Cody und Kurt Wetherill Sport zu betreiben und übten Sportarten wie Fußball, Karate oder Hockey aus. 1998 gewannen sie in Portland (Oregon) eine Jugendmeisterschaft in Tennis.
Als 12-Jährige nahmen beide 1999 Schauspielunterricht und wurden von Aaron Spelling für den Pilotfilm zur Fernsehserie Safe Harbor gecastet. Die Serie wurde nach nur einer Staffel eingestellt. 2000 hatten beide mehr Erfolg, als sie in sechs Episoden der Fernsehserie Star Trek: Raumschiff Voyager Borg-Zwillinge spielten. Cody stellte Rebi dar, und Kurt war in der Rolle von Azan zu sehen.
Ihr bislang einziger Auftritt in einem Spielfilm erfolgte 2000, als sie in The Brainiacs.com ebenfalls Zwillinge verkörperten.
Cody und Kurt Wetherill haben sich mittlerweile beruflich getrennt. Beide haben nach Beendigung des Clark College beschlossen, hinter der Kamera zu arbeiten. Cody Wetherill arbeitet als Locationscout, Kurt Wetherill ist im Bereich der Kamera für die Grip zuständig.